# Wimperkransbolletje
Het wimperkransbolletje (Capronia pilosella) is een schimmel behorend tot de familie Herpotrichiellaceae. Hij komt voor op stengels van kruidachtigen.

## Kenmerken
De grootte van de ascomata wisselt in de literatuur (van 80-230 tot 100-125 micron). De asci zijn 8-sporig. De ascosporen hebben 3(4) septen. De sporenmaat is groter dan (7)8–10(11) × 3–4 µm en korter dan 15–21 × 3,5–5 µm.

## Verspreiding
In Nederland komt het wimperkransbolletje zeldzaam voor.